# جيروم لونغ
جيروم لونغ (بالإنجليزية: Jerome Long)‏ هو لاعب كرة قدم أمريكية أمريكي، ولد في 9 أبريل 1990 في ريفرسايد في الولايات المتحدة.

## وصلات خارجية
- جيروم لونغ على موقع مرجع كرة القدم المحترفة.كوم (الإنجليزية)